# Abstimmung mit den Füßen
Abstimmung mit den Füßen ist eine Redewendung. Sie beschreibt Situationen, in denen die Entscheidung einer Person offensichtlich anhand ihrer (möglichen) Fortbewegung abgelesen werden kann.
Entweder ging sie auf eine Situation zu (Kunde in einem Geschäft, Beitritt einer Vereinigung) bzw. von dort weg (Abwanderung zur Konkurrenz, Auswanderung). Oder sie verzichtete bewusst darauf, eine Situation zu verlassen (Verbleiben in der Vereinigung trotz Skandal, in einem Land trotz schlechter Verhältnisse) oder darauf zuzugehen (Demonstration, sonntags eine Wahl).

## Herkunft
Die Redewendung geht auf das Abstimmungsprozedere im antiken Römischen Senat zurück. Die neu eingeschriebenen Senatsmitglieder (conscripti) durften an den Diskussionen der patrizischen Senatsmitglieder (patres) nicht teilnehmen, sondern lediglich „mit den Füßen stimmen“ (pedibus in sententiam ire).
Die Redewendung benutzte auch der russische Kommunistenführer Wladimir Iljitsch Lenin, der sein mehrfaches Schweizer Exil eine Abstimmung „mit den Füßen“ gegen den Zaren nannte.

## Verwendung im Zusammenhang mit dem Mauerbau
In den Wochen vor dem Bau der Berliner Mauer im Jahr 1961 bezeichneten westdeutsche Publizisten und Politiker, nicht ohne ironischen Hinweis auf Lenin, die zunehmende Flucht aus der DDR als Abstimmung mit den Füßen gegen das dortige kommunistische Regime.